# José Luis Ramos
José Luis Ramos (Caracas, Venezuela 1790-Maiquetía, 7 de mayo de 1849) fue un escritor y político venezolano. Ramos sirvió en diferentes posiciones gubernamentales, tales como ministro de relaciones exteriores numerosas veces, y fue editor de la revista literaria La Guirnalda, la primera revista literaria del país que publicó a poetas como Rafael María Baralt, entre 1839 y 1850. Es considerado como el fundador  de periodismo literario en Venezuela.